# 扎博洛季 (奧夫魯奇區)
51°31′1″N 28°36′41″E / 51.51694°N 28.61139°E
扎博洛季（烏克蘭語：Заболоть），是烏克蘭北部的村莊，隸屬日托米爾州的科羅斯滕區。該村面積0.37平方公里，海拔高度153米，2001年人口69，人口密度每平方公里186.99人。